# 15. јануар
15. јануар је петнаести дан у години у Грегоријанском календару. 350 дана (351 у преступним годинама) остаје у години после овог дана.

## Догађаји
- 69 — Отон је постао римски император, али је остао на власти само три месеца.
- 1535 — Енглески краљ Хенри VIII преузео врховно поглаварство над Црквом Енглеске према повељи коју је претходно усвојио енглески парламент.
- 1559 — Елизабет Тјудор, кћерка Хенрија VIII и Ане Болен, крунисана у Весминстерској катедрали у Лондону као Елизабета I, један од најзначајнијих владара у историји Енглеске. На престо ступила после смрти краљице Мери I.
- 1582 — Пољска и Русија, уз посредовање папе Гргура XIII, потписале мировни уговор којим је Русија изгубила излаз на Балтичко море.
- 1804 — Јањичарске старешине, дахије, које су 1801. узурпирале власт у Београдском пашалуку, почеле „сечу кнезова“ у покушају да спрече побуну српског народа против јањичарског зулума. На превару је ухваћено и погубљено око 70 најугледнијих српских кнезова, виђених људи и свештених лица, међу којима Алекса Ненадовић, Илија Бирчанин, Хаџи Рувим и Хаџи Ђера. Тај догађај убрзао избијање Првог српског устанка.
- 1895 — У Санкт Петербургу премијерно изведен балет „Лабудово језеро” Петра Иљича Чајковског у својој коначној верзији, у којој се изводи и данас.
- 1910 — Француски Конго постао део Француске Екваторијалне Африке.
- 1912 — Током италијанско-турског рата први пут из авиона бачени пропагандни леци.
- 1919 — Фрајкори су убили вође немачког радничког покрета Роза Луксембург и Карл Либкнехт у Берлину после неуспелог устанка.
- 1920 — Усвајањем 18. амандмана америчког Устава у САД уведена прохибиција (Волстедов закон).
- 1943 — Америчке трупе у Другом светском рату потиснуле Јапанце са пацифичког острва Гвадалканал и тиме зауставиле њихово напредовање према Аустралији.
- 1943 — У Арлингтону, Вирџинија (крај Вашингтона) отворен за рад Пентагон, највећа административна зграда на свету у којој је смештено Министарство одбране САД.
- 1945 — Основана италијанска новинска агенција АНСА.
- 1970 — Муамер ел Гадафи прогласио се за премијера Либије.
- 1970 — Бијафра се предала након 32-месечне борбе за независност од Нигерије.
- 1971 — Председници Египта и Президијума Врховног совјета СССР Анвар ел Садат и Николај Подгорни свечано отворили Асуанску брану на реци Нил. Радови трајали 11 година.
- 1973 — Премијер Израела Голда Меир у Ватикану разговарала с папом Павлом VI, који је том приликом рекао да подржава међународни статус Јерусалима. То је био први сусрет једног председника Владе јеврејске државе с поглаварем римокатоличке цркве.
- 1973 — Амерички председник Ричард Никсон је суспендовао све офанзивне акције против Северног Вијетнама наводећи као разлог напредак у мировним преговорима.
- 1985 — Бразилски конгрес је изабрао Танкреда Невеша за председника Бразила, чиме је окончана 21-годишња владавина војне хунте.
- 1992 — Европска заједница признала бивше југословенске републике Словенију и Хрватску као независне државе.
- 1993 — САД наредиле поморску блокаду Хаитија, уз образложење да „талас избеглица из те земље може довести до масовног губитка живота у мору“.
- 1998 — Инаугурација Мила Ђукановића за председника Црне Горе изазвала бурне протесте присталица бившег председника Момира Булатовића, вође промилошевићеве струје у Црној Гори. Тај догађај означио озбиљан расцеп у југословенској владајућој номенклатури. Председник Југославије Слободан Милошевић никада није признао победу Ђукановића, што је савезну државу довело у стање провизоријума, које се одржало и по одласку Милошевића са власти, у октобру 2000.
- 1999 — У селу Рачак на Косову нађена тела 45 Албанца, за чије су убиство оптужене српске снаге безбедности. Иако експертиза финских патолога које је ангажовала Европска унија није доказала да се ради о масакру цивила, тај догађај пресудно утицао на доношење одлуке о НАТО-бомбардовању Југославије од марта до јуна 1999.
- 2000 — У предворју хотела „Интерконтинентал“ у Београду убијен Жељко Ражнатовић Аркан, вођа парамилитарних јединица у ратовима на простору Југославије, лидер Странке српског јединства. Ражнатовић био оптужен пред Међународним судом за ратне злочине у Хагу.
- 2001 — Сенат Камбоџе донео закон о формирању трибунала, састављеног од камбоџанских и међународних судија, који ће судити лидерима Црвених Кмера за злочине почињене током њихове владавине од 1975. до 1979, када је умрло од глади, болести или било убијено око 1,7 милиона Камбоџанаца.
- 2001 — Покренута је енглеска верзија Википедије.

## Рођења
- 1893 — Драгиша Цветковић, југословенски и српски политичар, председник владе Југославије (1939—1941). (прем. 1969)[1]
- 1908 — Едвард Телер, мађарско-амерички физичар. (прем. 2003)[2]
- 1918 — Гамал Абдел Насер, египатски војник и политичар, 2. председник Египта (1956—1970). (прем. 1970)[3]
- 1919 — Младен Делић, хрватски спортски новинар и коментатор. (прем. 2005)
- 1929 — Мартин Лутер Кинг, амерички свештеник и борац за грађанска права. (прем. 1968)[4]
- 1950 — Морис Тресор, француски фудбалер.[5]
- 1957 — Марио Ван Пиблс, амерички глумац.
- 1958 — Борис Тадић, српски политичар и психолог, 3. председник Србије (2004—2012).[6]
- 1964 — Крејг Фербрас, енглески глумац.[7]
- 1965 — Џејмс Незбит, северноирски глумац.[8]
- 1965 — Адам Џоунс, амерички музичар, најпознатији као гитариста групе Tool.[9]
- 1968 — Ињаки Урдангарин, војвода од Палма де Мајорке и шпански рукометаш.[10]
- 1970 — Данијел Боримиров, бугарски фудбалер.[11]
- 1971 — Реџина Кинг, америчка глумица и редитељка.[12]
- 1975 — Мери Пирс, француска тенисерка.[13]
- 1978 — Франко Пелицоти, италијански бициклиста.[14]
- 1979 — Иван Босиљчић, српски глумац и певач.[15]
- 1979 — Мартин Петров, бугарски фудбалер.[16]
- 1982 — Емина Јаховић, српска певачица, глумица и модел.[17]
- 1986 — Марија Абакумова, руска атлетичарка (бацачица копља).[18]
- 1987 — Анђела Булатовић, црногорска рукометашица.[19]
- 1990 — Гордана Пауновић, српска глумица.[20]
- 1990 — Костас Слукас, грчки кошаркаш.[21]
- 1994 — Ерик Дајер, енглески фудбалер.[22]
- 1996 — Дав Камерон, америчка глумица и певачица.[23]

## Смрти
- 1833 — Банастри Тарлтон, британски генерал и политичар.[24]
- 1919 — Роза Луксембург, пољско-немачка публицисткиња, теоретичарка марксизма и демократског социјализма, вођа пољског и немачког радничког покрета. (рођ. 1870)[25]
- 1955 — Исак Самоковлија, босанскохерцеговачки књижевник. (рођ. 1889)[26]
- 1988 — Шон Макбрајд, ирски политичар, добитник Нобелове награде за мир (1974). (рођ. 1904)
- 2000 — Жељко Ражнатовић Аркан, српски криминалац, војник и политичар, командант СДГ, оснивач и први председник ССЈ. (рођ. 1952)[27]
- 2001 — Лео Маркс, британски криптограф, драматург и сценариста. (рођ. 1920)[28]
- 2002 — Томислав Калоперовић, српски фудбалер и фудбалски тренер. (рођ. 1932)[29]
- 2005 — Викторија де лос Анхелес, шпанска оперска певачица. (рођ. 1923)[30]
- 2008 — Бред Ренфро, амерички глумац. (рођ. 1982)
- 2018 — Долорес О’Риордан, ирска музичарка, најпознатија као певачице групе The Cranberries. (рођ. 1971)[31]
- 2019 — Боривоје Адашевић, српски књижевник.[32][33]
- 2019 — Миодраг Радовановић, српски глумац. (рођ. 1929)
- 2020 — Милован Степандић, српски кошаркашки тренер. (рођ. 1954)
- 2021 — Михајло Вуковић, југословенски и српски кошаркашки тренер. (рођ. 1944)
- 2023 — Гордана Куић, српска књижевница. (рођ. 1942)
- 2025 — Дејвид Линч, амерички редитељ, сценариста, продуцент, музичар, писац и глумац. (рођ. 1946)[34]

## Празници и дани сећања
- Српска православна црква слави[35]:
  - Светог Силвестра епископа римског
  - Преподобног Серафима Саровског
  - Свету Теодоту мајку Козме и Дамјана
  - Светог свештеномученика Теогена
  - Светог новомученика Зорзију
  - Светог Теопемпта
  - Светог Марка Глувог
  - Светог мученика Сергија
  - Светог Козму I, цариградског патријарха
  - Светог мученика Теописта
  - Свету Јулијану Праведну
  - Светог Силвестра Пчерског
  - Преподобног Амона[36]
- Дан Википедије - „Викидеј“ (Wikiday)
- 2002 — Хрвати обележили 10 година међународног признања независности своје државе, изразивши жаљење због крвопролића током ратова 90-их година, али и убеђење да су били у праву што су се издвојили из комунистичке Југославије.